# Genouilly (Saône-et-Loire)
Genouilly település Franciaországban, Saône-et-Loire megyében. Lakosainak száma 418 fő (2022. január 1.). Genouilly Le Puley, Collonge-en-Charollais, Joncy, Saint-Clément-sur-Guye, Saint-Martin-du-Tartre, Saint-Micaud és Vaux-en-Pré községekkel határos.

## Népesség
A település népességének változása:
| Lakosok száma | 422  | 429  | 442  | 427  | 423  | 420  | 421  | 419  | 418  |
|               | 2013 | 2015 | 2016 | 2017 | 2018 | 2019 | 2020 | 2021 | 2022 |